# 이리나 프레스
이리나 나타노브나 프레스(러시아어: Ирина Натановна Пресс, 우크라이나어: Ірина Натанівна Пресс 이리나 나타니브나 프레스[*], 1939년 3월 10일 ~ 2004년 2월 21일)는 우크라이나의 육상 선수이며, 타마라 프레스의 동생이다.

## 경력
하르키우의 유대인 집안에서 태어나 VSS 트루드에서 훈련받다가, 후에 디나모 클럽으로 옮겼다.
소비에트 연방을 대표하여 1960년과 1964년 하계 올림픽에 참가, 각각의 경기에서 80m 허들과 5종 경기 금메달을 획득하였다. 프레스 자매는 5개의 올림픽 금메달을 획득하고, 1960년대에 26개의 세계 기록들을 세웠다.

## 성별 확인
프레스 자매의 경력들은 성별 확인이 소개된 시기에 갑자기 끝나고 말았다. 비평가들은 자매들이 사실 남자 혹은 남녀중간몸이라고 시사하였다.
다른 의견들은 그들이 명령에 의하여 자신들을 강하게 만들기 위해 남성 호르몬 주사를 맞았다는 것이었다. 모든 국제 스포츠 여성 종목들을 위한 성별 확인이 1966년 위임된 후, 둘은 스포츠 장면에서 사라졌다.